# Gaza in Crisis
Gaza in Crisis é uma coleção de ensaios e entrevistas de Noam Chomsky e Ilan Pappé publicada pela primeira vez em 9 de novembro de 2010, que examinam a Operação Chumbo Fundido e seu contexto dentro do conflito israelense-palestino. O livro foi editado por Frank Barat, que conduziu sua primeira entrevista por e-mail sobre o assunto com Chomsky em 2005. Como resultado de seu diálogo conjunto com Chomsky e Pappé, publicado anteriormente com o título Le Champ du possible (Aden Editions, novembro de 2008).